# Luson
Luson (en allemand, Lüsen) est une commune italienne d'environ 1 550 habitants située dans la province autonome de Bolzano dans la région du Trentin-Haut-Adige dans le nord-est de l'Italie.

## Administration
| Période                                  | Période  | Identité                | Étiquette | Qualité |
| ---------------------------------------- | -------- | ----------------------- | --------- | ------- |
| 9 mai 2005                               | En cours | Josef Maria Fischnaller | SVP       |         |
| Les données manquantes sont à compléter. |          |                         |           |         |

### Hameaux
Monte, Valletta, Pezzè, Ronco

### Communes limitrophes
Les communes limitrophes sont  Bressanone, Marebbe, Naz-Sciaves, Rodengo, San Lorenzo di Sebato et San Martino in Badia.

## Personnalités liées à Luson
- Milo Manara (1945), auteur de bande dessinée.